# Tillandsia prodigiosa
Tillandsia prodigiosa és una espècie de planta epífita dins del gènere Tillandsia. És originària de Mèxic.

## Taxonomia
Tillandsia pomacochae fou descrita per (Lem.) Baker i publicada en Handbook of the Bromeliaceae, 186. 1889.
Etimologia
Tillandsia: nom genèric donat per Carl von Linné al 1738 en honor del metge i botànic finlandés Dr. Elias Tillandz (originàriament Tillander) (1640-1693).
prodigiosa: epítet llatí que significa 'prodigiosa'.
Sinonímia
- Tillandsia hromadnikiana Ehlers
- Vriesea prodigiosa Lem.[2][3]